# Peter Morwitzer
Peter Morwitzer (* 3. September 1954) ist ein niederösterreichischer Spitzenbeamter, von 1. Dezember 2004 bis 1. Dezember 2016 war er Leiter der Gruppe Baudirektion im Amt der NÖ Landesregierung.

## Leben
Peter Morwitzer trat nach der Matura und dem Studium an der Technischen Universität Wien sowie der Sponsion zum Diplomingenieur am 10. März 1980 in den niederösterreichischen Landesdienst ein. Hier war er in der Abteilung Bau-, Agrar- und Verkehrstechnik tätig und im Juli 2002 wurde er zum Leiter dieser Abteilung bestellt.
Von 1. Dezember 2004 bis 1. Dezember 2016 wurde er als Nachfolger von Peter Kunerth zum Leiter der Gruppe Baudirektion im Amt der NÖ Landesregierung. Ihm folgt Walter Steinacker nach.
Zudem wurde er 1993 zum Obmann der Dienststellenpersonalvertretung des Amtes der NÖ Landesregierung gewählt und 1994 erfolgte die Wahl zum Mitglied der Zentralpersonalvertretung und zum Vorsitzenden des Gewerkschaftlichen Betriebsausschusses.
Neben seiner Beamtentätigkeit war er von 2000 bis 2010 Obmann des SC Landhaus und wurde in der Folge zum Ehrenobmann des Vereines ernannt. Peter Morwitzer ist Mitglied des ÖAAB Hausleiten, wo er auch fast zehn Jahre Obmann war.
Peter Morwitzer lebt in Hausleiten. Er trägt aufgrund der Funktion und des Dienstalters den Amtstitel Hofrat.

## Auszeichnungen
- 2010: Silbernes Ehrenzeichen der Sportunion Österreich
- 2016: Großes Goldenes Ehrenzeichen für Verdienste um die Republik Österreich
- 2016: Silbernes Komturkreuz des Ehrenzeichens für Verdienste um das Bundesland Niederösterreich